# Danielle Williams
Danielle Gracia Williams (Saint Andrew, 14 settembre 1992) è un'ostacolista giamaicana, campionessa mondiale dei 100 metri ostacoli a Pechino 2015.

## Palmarès
| Anno | Manifestazione          | Sede       | Evento   | Risultato  | Prestazione | Note                                     |
| ---- | ----------------------- | ---------- | -------- | ---------- | ----------- | ---------------------------------------- |
| 2010 | Mondiali juniores       | Moncton    | 100 m hs | 4ª         | 13"46       | Miglior prestazione personale            |
| 2010 | Mondiali juniores       | Moncton    | 4×100 m  | 4ª         | 44"24       |                                          |
| 2013 | Universiadi             | Kazan'     | 100 m hs | Bronzo     | 12"84       |                                          |
| 2013 | Mondiali                | Mosca      | 100 m hs | Semifinale | 13"13       |                                          |
| 2014 | Giochi del Commonwealth | Glasgow    | 100 m hs | 4ª         | 13"06       |                                          |
| 2015 | Universiadi             | Gwangju    | 100 m hs | Oro        | 12"78       |                                          |
| 2015 | Mondiali                | Pechino    | 100 m hs | Oro        | 12"57       | Miglior prestazione personale            |
| 2016 | Mondiali indoor         | Portland   | 60 m hs  | Batteria   | dnf         |                                          |
| 2017 | Mondiali                | Londra     | 100 m hs | Semifinale | 13"14       |                                          |
| 2018 | Giochi del Commonwealth | Gold Coast | 100 m hs | Argento    | 12"78       |                                          |
| 2018 | Campionati NACAC        | Toronto    | 100 m hs | Argento    | 12"67       |                                          |
| 2019 | Mondiali                | Doha       | 100 m hs | Bronzo     | 12"47       |                                          |
| 2022 | Mondiali indoor         | Belgrado   | 60 m hs  | Batteria   | 8"23        |                                          |
| 2022 | Mondiali                | Eugene     | 100 m hs | 6ª         | 12"44       | w                                        |
| 2022 | Giochi del Commonwealth | Birmingham | 100 m hs | 6ª         | 12"69       |                                          |
| 2023 | Mondiali                | Budapest   | 100 m hs | Oro        | 12"43       | Miglior prestazione personale stagionale |
| 2024 | Giochi olimpici         | Parigi     | 100 m hs | Semifinale | 12"82       |                                          |

## Altre competizioni internazionali
2018
- Oro in Coppa continentale ( Ostrava), 100 m hs - 12"49

2019
- Vincitrice della Diamond League nella specialità dei 100 m hs